# 博卡尔要塞

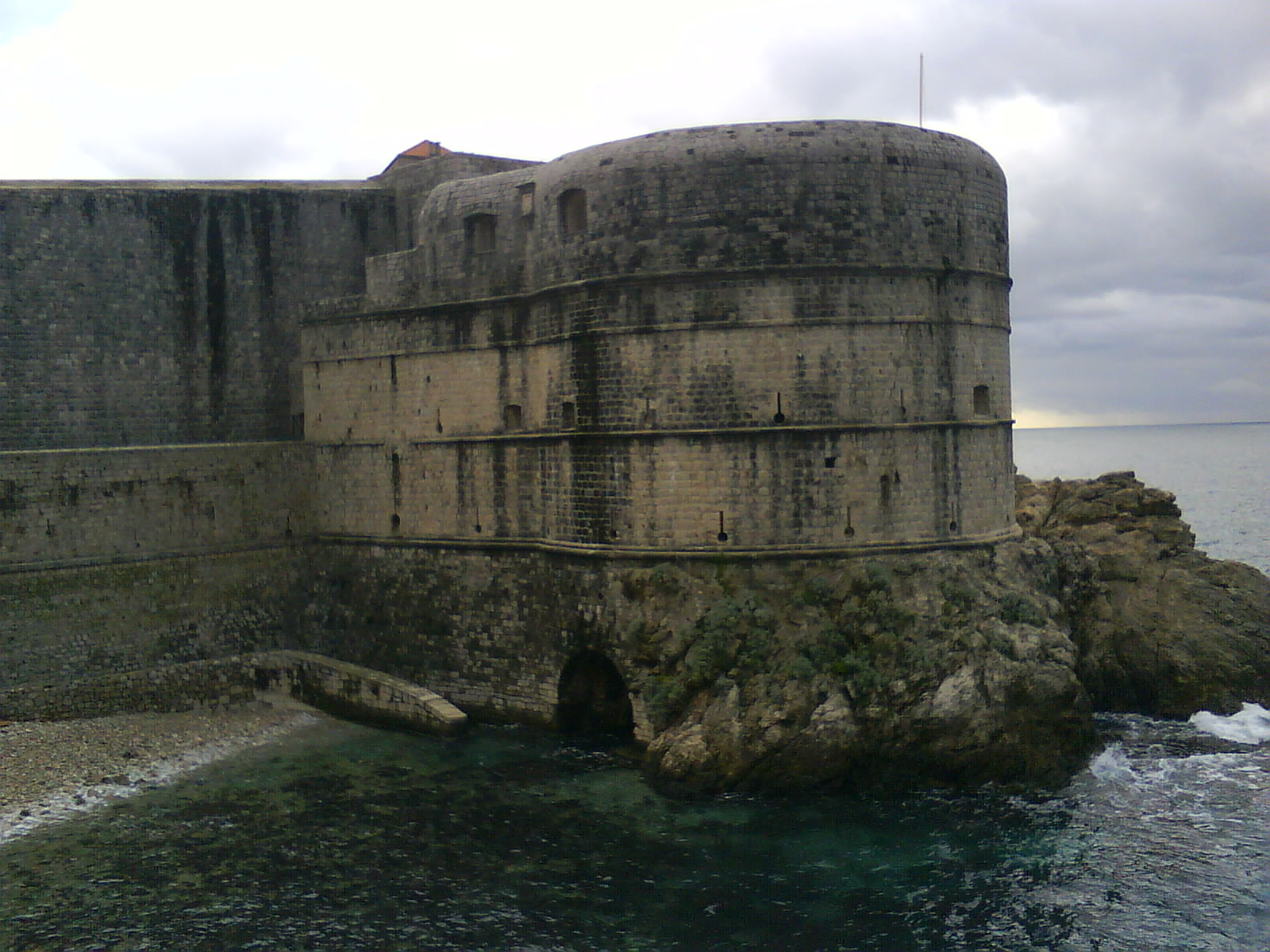
博卡尔要塞

博卡尔要塞是杜布罗夫尼克城墙上的五座重要塔楼之一，位于城墙的西侧，靠近罗维里耶纳克要塞。

## 历史
博卡尔要塞是根据米开罗佐的图纸，从1461年开始建造，于1570年建造完成。建筑外形为简洁的圆形。室内房间和露台非常有趣。此处曾作为消防站，负责保卫城市周边环境和皮拉门处的桥梁，并监视入海通道，以防敌人登陆。内有仓库，储存弹药和小型枪支。